# 인사이드 패시지

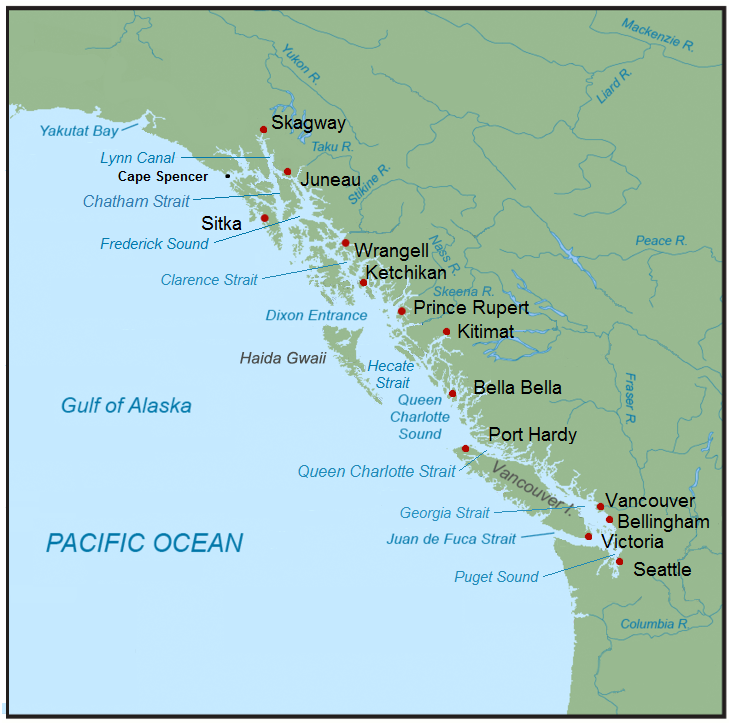
인사이드 패시지의 주요 수로 및 도시.

인사이드 패시지(프랑스어: Passage Intérieur)는 태평양 북서부 북미 피오르 해안의 섬들을 통과하는 수로망을 따라 배와 보트가 이동하는 해안 항로이다. 이 항로는 미국의 알래스카주 남동부부터 캐나다의 서부 브리티시컬럼비아주를 거쳐 미국의 북서부 워싱턴주까지 이어진다. 이 항로를 이용하는 선박은 거친 외해 날씨를 피할 수 있으며, 항로를 따라 있는 많은 고립된 지역 사회를 방문할 수 있다. 인사이드 패시지는 크루즈선, 화물선, 예인선, 어선, 유람선, 알래스카 해양 고속도로, BC 페리, 워싱턴주 페리 시스템의 선박들로 붐빈다. 캐나다와 미국의 해안 경비대 선박도 이 항로를 순찰하고 통과한다.
"인사이드 패시지"라는 용어는 종종 항로 주변의 해양과 섬들을 가리키는 데 사용한다.

## 항로

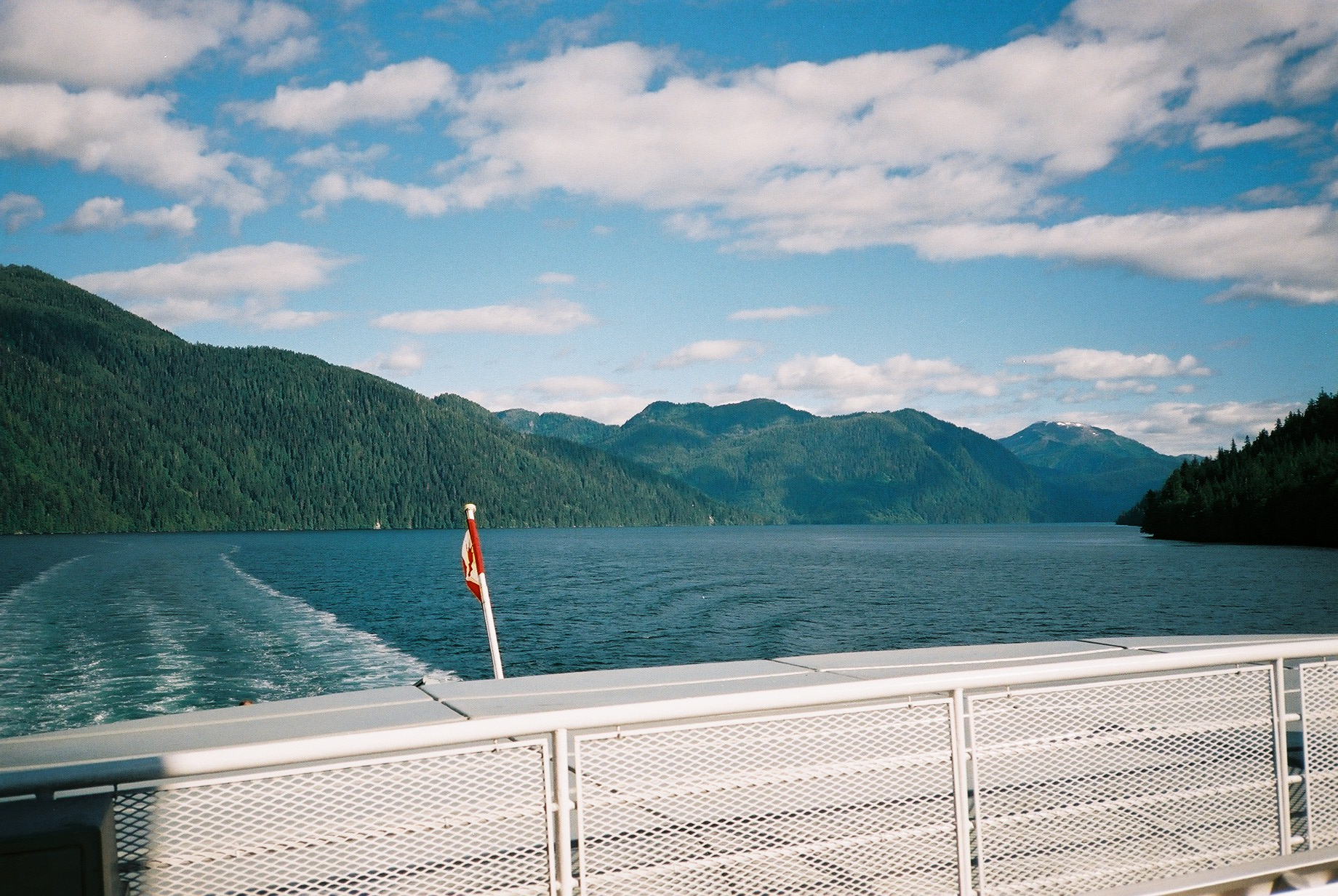
브리티시컬럼비아주의 인사이드 패시지, MV 퀸 오브 프린스 루퍼트 선상에서

일반적으로 인사이드 패시지의 최남단은 워싱턴주의 올림피아로 여겨지며, 이곳은 퓨젓사운드만의 최남단이다. 북쪽으로 향하면 항로는 더 넓은 세일리시해의 수역으로 이어진다. 그런 다음 조지아 해협과 존스턴 해협을 통과하여 북동부 밴쿠버섬과 브리티시컬럼비아 본토 해안 사이를 지난다. 거기서 더 북서쪽으로 알래스카주 남동부까지 계속된다. 인사이드 패시지의 최북단은 린 캐널의 꼭대기에 있는 헤인즈와 스캐그웨이이다. 종종 불확실한 날씨, 큰 조석 범위, 빠르거나 예측 불가능한 조류, 드문 안전한 정박지로 인해 인사이드 패시지를 항해하는 것은 어려울 수 있다.
클론다이크 골드러시 동안 이 항로는 시애틀과 캘리포니아에서 오는 미국인 탐광자들을 북쪽으로 실어 나르는 해상 항로 중 하나였다.
오늘날 약 36,000척의 레크리에이션 크루즈 보트가 인사이드 패시지 항로의 일부를 이용한다. 비영리 단체인 Marine Exchange of Alaska는 인사이드 패시지의 알래스카 구간에서 선박 통행량을 추적하고 감시한다. 워렌 굿 선장은 인사이드 패시지 알래스카 구간에서 약 3,641척의 난파선을 기록했다. 브리티시컬럼비아주 수중 고고학회는 주기적으로 지역 난파선 조사를 실시한다.

### 워싱턴주 구간
워싱턴주의 항로 구간은 거의 전적으로 퓨젓사운드만의 수로로 이루어져 있다. 버드 만의 최남단에서 시작하여 수로는 북동쪽으로 방향을 틀어 퓨젓사운드만의 니스크왈리 해안이 되면서 넓어진다. 수로는 타코마 해협을 지나 북동쪽으로 계속되어 캐나다 국경 바로 남동쪽에 있는 샌환 제도를 향해 북쪽으로 이동한다.

### 브리티시컬럼비아주 구간
브리티시컬럼비아주의 1,125km(700마일) 구간에는 밴쿠버섬과 브리티시컬럼비아 본토 사이의 넓고 보호된 조지아 해협, 밴쿠버섬과 본토 사이의 좁은 존스턴 해협과 디스커버리 해협, 밴쿠버섬 북쪽 끝에 있는 블랙피시 사운드, 그리고 하이다과이(이전의 퀸 샬럿 제도) 근처의 더 넓고 노출된 헤카테 해협 사이의 섬들과 만을 따라 또는 만 사이의 400km(250마일)에 걸친 긴 구간이 포함된다. 피츠 휴 사운드 북쪽부터 이 항로는 프린세스 로열섬과 피트섬과 같은 이 지역의 다양한 큰 섬들로 인해 태평양 바람과 파도로부터 보호된다. 이 구간에는 남쪽에서 북쪽으로 일련의 해협과 해협이 포함된다: 피셔 해협, 라마 해협, 시포스 해협, 밀뱅크 사운드, 핀레이슨 해협, 사라 해협, 톨미 해협, 프린세스 로열 해협 (그레이엄 해협과 프레이저 해협 포함), 매케이 해협, 라이트 사운드, 그렌빌 해협, 아서 해협, 채텀 사운드.

### 알래스카주 구간

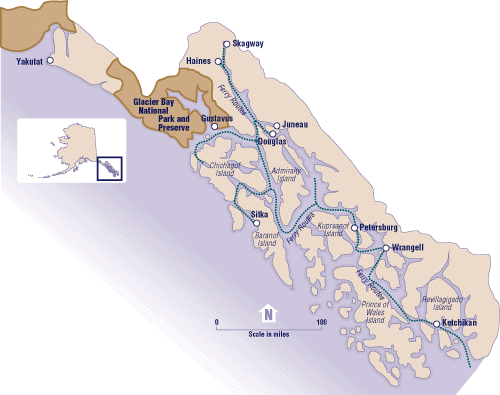
인사이드 패시지의 알래스카 구간 지도

알래스카주의 인사이드 패시지 구간은 남북으로 500 마일 (800 km), 동서로 100 마일 (160 km)에 걸쳐 있다. 이 지역은 1,000개의 섬과 수천 개의 만과 후미를 포함한다. 알래스카의 알렉산더 제도는 태평양 날씨로부터 어느 정도 보호를 제공하지만, 대부분의 지역은 강한 반일주기적 조석을 경험한다. 린 캐널은 인사이드 패시지의 최북단 수로이다.

## 관광
인사이드 패시지는 인기 있는 관광지이다. 해안 산맥과 섬들은 야생 동물을 관찰하고 보트 타기, 낚시, 카약, 캠핑, 하이킹을 즐길 기회를 제공한다. 이 지역의 야생 동물 관찰은 조류 관찰부터 고래 관찰 및 곰 관찰까지 다양하다. 랭걸 근처의 아난 크릭과 주노 (알래스카주) 근처의 애드미럴티 섬에 있는 팩 크릭 곰 보호구역에서는 지정된 곰 관찰이 가능하다.
여름 동안 인사이드 패시지를 탐험하는 가장 인기 있는 방법은 크루즈선을 이용하는 것이다. 매년 200만 명 이상의 사람들이 이 지역에서 크루즈 여행을 하며, 이는 지역 경제에 상당한 영향을 미친다. 선박 크기에 대한 제한이 거의 없기 때문에 모든 대형 크루즈선은 인사이드 패시지 일정을 제공한다. 주요 업체로는 노르웨이, 디즈니, 프린세스, 셀러브리티 쿠나드 등이 있다. 이러한 크루즈의 대부분은 밴쿠버 또는 시애틀에서 왕복으로 제공된다. 2020년 크루즈선 여행은 코로나19 범유행으로 취소되었고, 캐나다가 크루즈선 운항을 금지한 2022년 2월까지 불확실성이 계속되었다.
소규모 산업이지만, 인사이드 패시지를 탐험하는 탐험 크루즈도 몇 척 있다. 이 선박들은 주요 크루즈보다 작은 경향이 있으며 야생 동물 관찰에 더 중점을 둔다. 내셔널 지오그래픽은 이곳에서 여러 탐험 보트를 운항한다.

## 1994년 통과료 위기
1994년 초 연어 조약 협상 동안 캐나다는 미국이 캐나다의 우려에 반응하지 않는다고 결론지었다.
이에 따라 1994년 6월 15일 캐나다는 캐나다 인사이드 패시지를 이용하는 모든 미국 상업 어선에 통과료를 부과했다. 이 요금은 결국 양자 협상을 통해 철회되었다. 위기는 평화롭게 유지되었으며 미국 어선과 캐나다 단속 관리 사이에 폭력적인 사건은 없었다.
캐나다의 조치에 대응하여 1995년 10월 24일 미국 의회는 어부 보호법 개정안을 통과시켜 미국 정부가 외국 정부에 의한 압류와 관련된 벌금 및 기타 비용을 미국 어부에게 직접 상환하도록 허용하는 조항을 추가했다.

## 문화적 언급
영국의 작가 조너선 레이밴은 1999년 여행기 《패시지 투 주노: 바다와 그 의미들》(Passage to Juneau: A Sea and Its Meanings)에서 시애틀에서 주노까지 보트로 인사이드 패시지를 여행한 경험을 묘사했다.
《시간의 곡선》(The Curve of Time, 1961)에서 캐나다 여행 작가 M. 와일리 블랜칫은 1920년대와 1930년대에 다섯 자녀와 함께 밴쿠버섬과 본토 사이의 인사이드 패시지 수역을 보트로 여행한 경험을 기록했다. 블랜칫의 전기 작가는 이 책이 "밴쿠버섬 남동부 해안에서 케이프 코션까지 인사이드 패시지를 크루즈하는 데 관한 주요 서적 중 하나"가 되었다고 말한다.:5

## 같이 보기
- 알래스카주 남동부
- 브리티시컬럼비아 해안
- 알래스카 해양 고속도로
- BC 페리
- 워싱턴주 페리
- MV 퀸 오브 더 노스
- SS 프린세스 소피아

## 추가 문헌
- Miller, Robert H. (2005). 《Kayaking the Inside Passage: A Paddler's Guide from Olympia, Washington to Muir Glacier, Alaska》. Countryman Press. ISBN 978-0-88150-642-6.